# Solenopsis nicaeensis
Solenopsis nicaeensis är en myrart som beskrevs av Bernard 1950. Solenopsis nicaeensis ingår i släktet eldmyror, och familjen myror. Inga underarter finns listade i Catalogue of Life.